# 波洛尼斯捷
48°28′50″N 30°31′6″E / 48.48056°N 30.51833°E
波洛尼斯捷（烏克蘭語：Полонисте）是烏克蘭中部的村莊，隸屬基洛夫格勒州的霍洛瓦尼夫斯克區。該村始建於1760年，面積1.72平方公里，海拔高度146米，2001年人口414，人口密度每平方公里240.3人。